# Munro Kerr Mountains
Munro Kerr Mountains är ett berg i Antarktis. Det ligger i Östantarktis. Australien gör anspråk på området. Toppen på Munro Kerr Mountains är 13 meter över havet.
Terrängen runt Munro Kerr Mountains är huvudsakligen platt, men västerut är den kuperad. Havet är nära Munro Kerr Mountains åt nordost. Trakten är obefolkad. Det finns inga samhällen i närheten.